# 連字符社会学
連字符社会学（れんじふしゃかいがく、独: Bindestrich-Soziologie）とは、社会学者カール・マンハイムによる言葉。
彼は社会学を体系化する中で、社会一般の原理を扱う一般社会学に対置する形で、特定の分野を扱う特殊社会学をこのように呼んだ。連字符とはハイフンのことであり、「領域-社会学」の形にすると、「都市-社会学」「家族-社会学」など、領域の数だけ社会学の分野が作れることになる。